# Герб Нового Південного Уельсу
Герб Нового Південного Уельсу є офіційним гербом австралійського штату Нового Південного Уельсу. Він був наданий Королівським Ордером Його Величності короля Едуарда VII від 11 жовтня 1906. Щит містить символ штату Новий Південний Уельс: червоний хрест Святого Юрія із золотим левом та чотирма зірками.

## Опис
На щиті зображено блакитне  поле з червоним  хрестом зі срібним краєм. На кожному плечі червоного хреста зображена золота восьмипроменева зірка.  Це символізує морське походження Нового Уельсу, нагадує про мореплавців, які покладаються на Південний Хрест для навігації морями, і роль військово-морського флоту в захисті держави. В центрі хреста розташовано золотий лев, який повернуто праворуч (ліворуч від глядача), він дивиться прямо. Лев символізує Англію. У першій і четвертій чвертях щита є золоте руно, а в другій і третій чвертях — золотий пшеничний сніп. Золоте руно має стрічку навколо нього срібного кольору. Золоте руно  символізує багатство Нового Південного Уельсу, яке походить від його тваринництва, особливо вівчарства. Пшеничний сніп символізує рослинництво Нового Південного Уельсу, особливо на вирощування пшениці; а також нагадує про минуле, коли засуджені, що з початку заселення материка поклали багато зусиль у виробництві їжі для першої колонії, були винагороджені землею, на якій вони заснували ферми  Нового Південного Уельсу.
Бурелет синього та срібного кольорів. На ньому нашоломник у вигляді сонця, що сходить, кожен із дев'яти сонячних променів увінчаний невеликим червонувато-помаранчевим полум’ям. Висхідне сонце на буралеті символізує зростання штату.
Щитотримачі — золотий лев праворуч (ліворуч від глядача), що представляє Англію та  символізує об’єднання багатьох різних людей на новій землі та формування нового народу. Золотий кенгуру розташовано  ліворуч (праворуч від глядача), він символізує землю та природні ресурси штату, а також сьогодні його можна розуміти як представника аборигенів, які вже є невід’ємною частиною суспільства Нового Південного Уельсу. Щитотримачі зображуються стоячи на стрічці з девізом і тримають щит у вертикальному положенні. Девіз містить латинський напис «Orta recens quam pura nites», що в перекладі з англійської означає «Нововоскреслий, як яскраво ти сяєш», що означає подальший прогрес та розвиток. 
Геральдичний опис  міститься в королівському ордері та звучить так: 
|  | лазуровий хрест із порожнистими червоними хрестами, укріпленими в центрі головної точки з левом, що проходить охоронцем, і на кожному боку є кефаль у вісім кінців. Перша і четверта чверті руно або срібло, а в другій і третій чвертях сніп. На вінку державних кольорів сходить сонце, кожен промінь якого позначений полум'ям власне вогню. А для прихильників, на стороні спритного — нестримний охоронець лев, а на зловісному боці — кенгуру, обидва стоять на девізі «Orta Recens Quam Pura Nites» |

## Правовий статус і використання

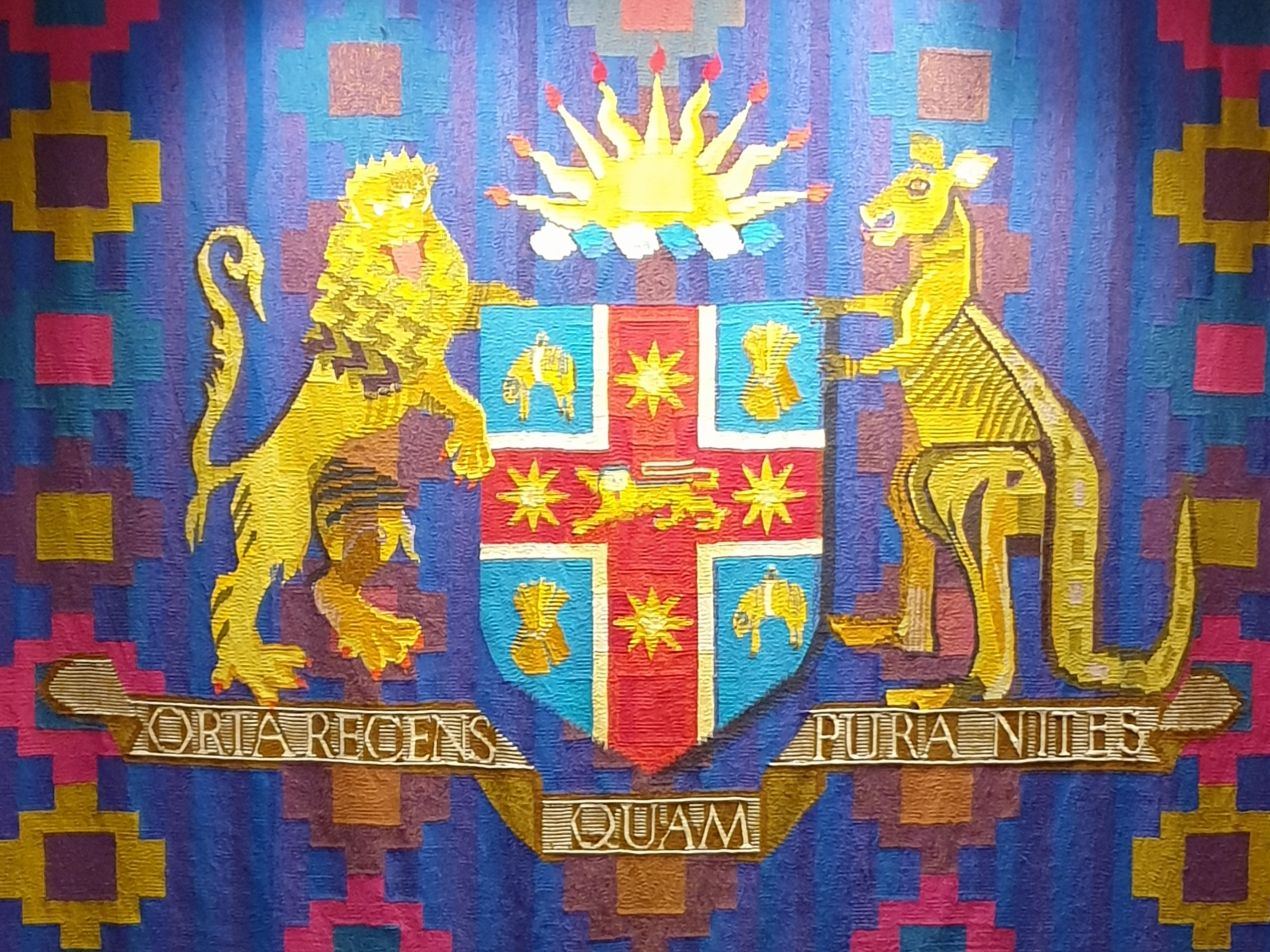
Вишитий герб на виставці в будівлі парламенту в Сіднеї.

Герб  є символом нематеріальної публічної влади.   Виготовлення несанкціонованих копій герба  заборонено розділом 3 Закону про неавторизовані документи 1922 року, і це залишалося єдиним законодавчим актом у Новому Південному Уельсі до 2004 року. Хоча уряд штату робив різні спроби використовувати герб в уніформі незважаючи на чіткі вказівки в королівському ордері щодо їх використання, існували великі варіації в їх використанні. Це було найбільш помітно в судах, де герб продовжував використовуватися для демонстрації поділу виконавчої та судової влади. У 2003 році парламент Нового Уельсу прийняв Закон про державну зброю, символи та емблеми, який певною мірою змінив Закон про зброю щодо герба держави. Закон остаточно встановив герб Нового Південного Уельсу, відомий як герб штату Новий Південний Уельс, і вимагав використання герба всюди, де діє влада штату Новий Південний Уельс.

## Дизайнер
Герб був розроблений урядовим друкарем Нового Уельсу Вільямом Епплгейтом Галліком, який прибув до колонії немовлям разом зі своїми батьками. Його батько працював у поліграфічній промисловості, а Вільям згодом навчався у  провідних друкарів колонії. У 1896 році він був призначений урядовим друкарем і відповідав за дизайни поштових марок Нового Південного Уельсу до 1913 року. У 1905 році прем’єр-міністр Каррутерс доручив Ґулліку розробити герб, і після переговорів із коледжем зброї в Лондоні він створив дизайн, який нарешті був дарований королем. Вільям Галлік також взяв участь у розробці австралійського герба.